# 拉沙佩勒戈甘
拉沙佩勒戈甘（法語：La Chapelle-Gaugain，法語發音：[la ʃapɛl ɡoɡɛ̃]）是法国萨尔特省的一个旧市镇，属于拉弗莱什区。2017年，拉沙佩勒戈甘与临近的3个市镇合并为新市镇卢瓦昂瓦莱。

## 地理
拉沙佩勒戈甘（47°47'56"N, 0°40'50"E）面积10.66 平方千米，位于法国卢瓦尔河地区大区萨尔特省，该省份为法国西北部内陆省份，北起顺时针与奥恩省、厄尔-卢瓦省、卢瓦-谢尔省、安德尔-卢瓦尔省、曼恩-卢瓦尔省和马耶讷省接壤，是法国大西部的入口，连接卢瓦尔河谷、布列塔尼和巴黎盆地。
与拉沙佩勒戈甘接壤的市镇（或旧市镇、城区）包括：旺塞、布赖河畔贝塞、拉沃奈、卢瓦河畔蓬塞、卢瓦河畔吕耶。

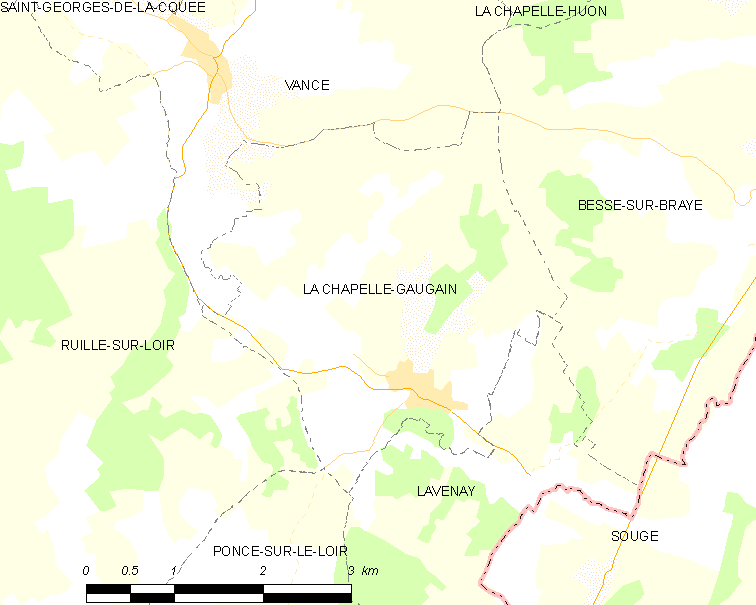
拉沙佩勒戈甘的OSM定位图

拉沙佩勒戈甘的时区为UTC+01:00、UTC+02:00（夏令时）。

## 行政
拉沙佩勒戈甘的邮政编码为72310，INSEE市镇编码为72063。

## 政治
拉沙佩勒戈甘所属的省级选区为卢瓦河畔蒙瓦勒县。

## 人口

1962-2008年间拉沙佩勒戈甘人口变化图示

拉沙佩勒戈甘于2018年1月1日时的人口数量为287人。